# Rio Figueiredo
O rio Figueiredo é um curso de água que banha o estado do Ceará, no Brasil. É um afluente do rio Jaguaribe.
Tem suas águas represadas em Alto Santo, Ceará pelo Açude Figueiredo. Para construção da mesma houve a necessidade de realocação dos habitantes da Vila São José pertencente ao município de Iracema que tem como rio principal o Rio Figueiredo, semelhante ao ocorrido com a Velha Jaguaribara, nesse caso também houve indenizações aos reassentados e construção de uma nova vila para seus antigos moradores.